# Evergrace
Evergrace (エヴァーグレイス?) è un action RPG del 2000 sviluppato da FromSoftware per PlayStation 2.
Originariamente concepito come titolo per PlayStation, il gioco è stato commercializzato nel mercato statunitense insieme ad altri videogiochi FromSoftware quali Armored Core 2 e Eternal Ring. Nel 2002 è stato pubblicato Forever Kingdom, seguito del gioco.